# Mort aux pourris
Mort aux pourris, souvent abrégé MAP, est un groupe de punk rock canadien, originaire de la ville de Québec, au Québec. MAP représente un incontournable de la scène punk rock québécoise. Le groupe a joué à son actif plus de 650 spectacles, compte quatre albums et deux EP, en plus d’avoir participé à une vingtaine de compilations de toutes sortes et d’avoir produit et réalisé quatre vidéoclips.
MAP est réputé pour ses spectacles énergiques et généralement respecté pour la cohérence avec laquelle le groupe véhicule ses idées à travers sa musique. Sur disque comme sur scène, les musiciens du groupe persistent à chanter haut et fort, distorsion lourde et rythmes rapides à l’appui, évoquant les travers d’un système qui fonce droit à sa perte.

## Biographie
Le groupe est formé en 1995 et publie une première démo, un an plus tard, intitulé Pourri, ie. MAP commence à se populariser légèrement dans la scène locale, mais ce n'est qu'à l'aube des années 2000, après la sortie d'un premier album, que le groupe se popularise concrètement. Un deuxième album studio, intitulé The Final Answer, est publié en 2001. Ils tournent en son soutien la même année, jouant notamment au Spectrum avec Propagandhi et les Vulgaires Machins. Puis, ils s'attèlent à l'écriture d'un troisième album, La Masse critique, sorti en 2003.
En 2005, le groupe commence à composer des morceaux pour un nouvel album. En 2006, le groupe publie son quatrième album, Repose en paix, à son nouveau label, Slam Disques. À cette période, le groupe se compose de Guillaume Tardif (saxophone, voix), Guillaume Guité (guitare, voix), Pat Boudreault (guitare, voix), Jazz (basse, voix), et Simon Viviers (batterie, voix). l'album fait participer Paul Cargnello, Julie Panic, Vincent Peake, et Niko de Tagada Jones. À la fin juin 2008, MAP annonce sur son site officiel la fin du groupe pour l'automne 2008. En septembre cette même année, ils tournent avec Guerilla Poubelle en Suisse. Les membres formeront deux nouveaux groupes, Achigan et Charlie Foxtrot.
Après sept ans d'absence, le groupe revient pour un concert en 2015 avec Simon Viviers à la batterie, Jasmin Robitaille à la basse, Patrice Boudreault, Guillaume Guité à la guitare et Guillaume Tardif au saxophone. Ils jouent avec Achigan et Athena au POP Montréal.

## Membres
- Guillaume Tardif - saxophone, chant
- Simon Viviers - batterie, chant
- Guillaume Guité - guitare, chant
- Jasmin Giguère Robitaille - basse, chant
- Pat Boudreault - guitare, chant

## Discographie

### Albums studio
- 1999 : Injustice for All (remasterisé en 2002)
- 2001 : The Final Answer
- 2003 : La Masse critique
- 2006 : Repose en paix

### EP
- 1997 : Wall$treet Boys

### Splits
- 1999 : Rude Wall$treet Boys from da Ghetto (avec The Schwinnz)
- 2002 : Summer of '96 (avec Sidewalk)

### Démo
- 1996 : Pourri, ie (cassette)

### DVD
- 2005 : Le secret de la Catong - Ze movie